# The Deep & The Dark
«The Deep & The Dark» — шостий студійний альбом австрійського симфо-павер-метал-гурту Visions of Atlantis. Реліз відбувся 16 лютого 2018 року.

## Список композицій
| #   | Назва                 | Тривалість |
| --- | --------------------- | ---------- |
| 1.  | «The Deep & the Dark» | 04:08      |
| 2.  | «Return to Lemuria»   | 04:09      |
| 3.  | «Ritual Night»        | 03:59      |
| 4.  | «The Silent Mutiny»   | 03:45      |
| 5.  | «Book of Nature»      | 05:21      |
| 6.  | «The Last Home»       | 04:14      |
| 7.  | «The Grand Illusion»  | 03:42      |
| 8.  | «Dead Reckoning»      | 03:53      |
| 9.  | «Words of War»        | 03:39      |
| 10. | «Prayer to the Lost»  | 04:11      |

| Японський бонусний трек | Японський бонусний трек   | Японський бонусний трек |
| #                       | Назва                     | Тривалість              |
| ----------------------- | ------------------------- | ----------------------- |
| 11.                     | «The Last Home» (акустік) | 04:14                   |

## Учасники запису
- Клемонтін Дельоне — жіночий вокал
- Зігфрід Замер — чоловічий вокал
- Томас Кейсер — ударні
- Кріс Кампер — гітари
- Вернер Фідлер — гітари
- Майкл Корен — бас-гітара

## Чарти
| Чарт (2018)           | Місце |
| --------------------- | ----- |
| Austrian Albums Chart | 94    |
| German Albums Chart   | 45    |
| UK Top Rock Albums    | 39    |